# Arsenicin A
Arsenicin A je přírodní organoarsenová heterocyklická sloučenina se vzorcem C3H6As4O3. Tato látka byla poprvé izolována z mořské houby Echinochalina bargibanti.
Výpočetními a spektroskopickými postupy bylo zjištěno, že má klecovitou strukturu podobnou adamantanu, u níž jsou čtyři atomy uhlíku potažmo methantriylové skupiny nahrazeny atomy arsenu a tři ze šesti methylenových můstků mají uhlíkové atomy nahrazeny kyslíky.
Arsenicin A je první polyarsenovou sloučeninou nalezenou v přírodě. Navrženou strukturu se podařilo potvrdit rentgenovou krystalografií a uměle vytvořit pomocí totální syntézy.
Molekula je chirální, vytváří dva, od sebe oddělitelné, enantiomery.
Arsenicin A účinkuje proti buňkám promyelocytní leukémie v nižších koncentracích než trisenox založený na oxidu arsenitém.